# Рубин, Владислав Витальевич
Владислав Витальевич Рубин (бел. Уладзіслаў Вітальевіч Рубін; род. 22 марта 1999, Столбцы, Минская область) — белорусский футболист, полузащитник червенского «Колоса».

## Карьера
Футбольную карьеру начинал в 2016 году в столбцовском клубе «Неман-Агро», вместе с которым стал выступать во Второй лиге. В следующем сезоне 2017 года вместе с клубом стал участником Первой лиги. Первый матч сыграл 9 апреля 2017 года против «Барановичей», выйдя на замену на 75 минуте. На протяжении всего сезона был одним из ключевых игроков клуба, однако занял последнее место и вылетел во Вторую лигу.
В 2019 году футболист стал игроком минского «Торпедо», где стал выступать за дублирующий состав. За основную команду дебютировал 13 июля 2019 года в матче против «Гомеля», выйдя на замену на 45 минуте. Больше за клуб футболист не провёл ни матча. В августе 2019 года стал игроком «Узды».
В 2020 году футболист присоединился к новообразовавшемуся столбцовскому клубу «Кронон». В июле 2020 года сменил клубную прописку, став игроком «СМИавтотранса». В 2021 года футболист снова вернулся в «Кронон», который затем покинул по окончании сезона. В начале 2022 года футболист стал игроком червенского «Колоса».